# Szwecja na Zimowych Igrzyskach Olimpijskich 2002
Szwecję na Zimowych Igrzyskach Olimpijskich 2002 reprezentowało 102 zawodników. Był to dziewiętnasty start Szwecji na zimowych igrzyskach olimpijskich.

## Zdobyte medale
| Medal  | Zawodnik | Dyscyplina sportowa   | Konkurencja                    |
| ------ | --- | --------------------- | ------------------------------ |
| Srebro | Anja Pärson | Narciarstwo alpejskie | Gigant kobiet                  |
| Srebro | Richard Richardsson | Snowboarding          | Gigant równoległy mężczyzn     |
| Brąz   | Anja Pärson | Narciarstwo alpejskie | Slalom kobiet                  |
| Brąz   | Magdalena Forsberg | Biathlon              | Sprint kobiet                  |
| Brąz   | Magdalena Forsberg | Biathlon              | Bieg indywidualny kobiet       |
| Brąz   | Per Elofsson | Biegi narciarskie     | Bieg łączony na 20 km mężczyzn |
| Brąz   | Annica Åhlén Lotta Almblad Anna Andersson Gunilla Andersson Emelie Berggren Kristina Bergstrand Ann-Louise Edstrand Joa Elfsberg Erika Holst Nanna Jansson Maria Larsson Ylva Lindberg Ulrica Lindström Kim Martin Josefin Pettersson Maria Rooth Danijela Rundqvist Evelina Samuelsson Therese Sjölander Anna Vikman | Hokej na lodzie       | Kobiety                        |

## Wyniki reprezentantów Szwecji

### Biathlon
Mężczyźni
- Carl Johan Bergman

sprint - 28. miejsce
bieg pościgowy - 36. miejsce
bieg indywidualny - 40. miejsce
- Björn Ferry

sprint - 17. miejsce
bieg pościgowy - 24. miejsce
bieg indywidualny - 38. miejsce
- Henrik Forsberg

sprint - 63. miejsce
bieg indywidualny - 47. miejsce
- Tord Wiksten

sprint - 78. miejsce
bieg indywidualny - 55. miejsce
- Carl Johan Bergman
Henrik Forsberg
Tord Wiksten
Björn Ferry

sztafeta - 14. miejsce
Kobiety
- Magdalena Forsberg

sprint - 
bieg pościgowy - 6. miejsce
bieg indywidualny - 

### Bobsleje
Kobiety
- Karin Olsson
Lina Engren

Dwójki - 14. miejsce

### Biegi narciarskie
Mężczyźni
- Jörgen Brink

Sprint - 24. miejsce
- Per Elofsson

15 km stylem klasycznym - 5. miejsce
20 km łączony - 
30 km stylem dowolnym - DNF
50 km stylem klasycznym - 17. miejsce
- Mathias Fredriksson

20 km łączony - 27. miejsce
50 km stylem klasycznym - 29. miejsce
- Thobias Fredriksson

Sprint - 17. miejsce
- Morgan Göransson

15 km stylem klasycznym - 27. miejsce
30 km stylem dowolnym - DNF
- Magnus Ingesson

15 km stylem klasycznym - 8. miejsce
50 km stylem klasycznym - 16. miejsce
- Niklas Jonsson

20 km łączony - 28. miejsce
30 km stylem dowolnym - 26. miejsce
- Peter Larsson

Sprint - DSQ
- Björn Lind

Sprint - 4. miejsce
- Urban Lindgren

15 km stylem klasycznym - 17. miejsce
- Urban Lindgren
Mathias Fredriksson
Niklas Jonsson
Morgan Göransson

sztafeta - 13. miejsce
Kobiety
- Lina Andersson

Sprint - 28. miejsce
10 km stylem klasycznym - 16. miejsce
10 km łączony - 39. miejsce
- Anna Dahlberg

Sprint - 33. miejsce
10 km stylem klasycznym - 40. miejsce
15 km stylem dowolnym - 36. miejsce
30 km stylem klasycznym - 39. miejsce
- Elin Ek

Sprint - 35. miejsce
10 km stylem klasycznym - 19. miejsce
10 km łączony - 25. miejsce
15 km stylem dowolnym - 38. miejsce
30 km stylem klasycznym - 25. miejsce
- Anna Carin Olofsson

Sprint - 37. miejsce
10 km łączony - 46. miejsce
15 km stylem dowolnym - 30. miejsce
30 km stylem klasycznym - DNF
- Jenny Olsson

10 km stylem klasycznym - 22. miejsce
10 km łączony - 35. miejsce
15 km stylem dowolnym - 39. miejsce
- Ulrika Persson

30 km stylem klasycznym - DNF
- Lina Andersson
Elin Ek
Jenny Olsson
Anna Dahlberg

sztafeta - 12. miejsce

### Curling
Mężczyźni
- Peja Lindholm, Tomas Nordin, Magnus Swartling, Peter Narup - 6. zwycięstw, 4. porażki - wynik końcowy - 4. miejsce

Kobiety
- Elisabet Gustafson, Katarina Nyberg, Louise Marmont, Elisabeth Persson, Christina Bertrup - 5. zwycięstw, 4. porażki - wynik końcowy - 6. miejsce

### Hokej na lodzie
Mężczyźni
- Daniel Alfredsson, Magnus Arvedson, Per-Johan Axelsson, Ulf Dahlén, Johan Hedberg, Tomas Holmström, Mathias Johansson, Kim Johnsson, Kenny Jönsson, Jörgen Jönsson, Nicklas Lidström, Markus Näslund, Mattias Norström, Michael Nylander, Mattias Öhlund, Fredrik Olausson, Marcus Ragnarsson, Mikael Renberg, Tommy Salo, Mats Sundin, Niklas Sundström, Henrik Zetterberg - 5. miejsce

Kobiety
- Annica Åhlén, Lotta Almblad, Anna Andersson, Gunilla Andersson, Emelie Berggren, Kristina Bergstrand, Ann-Louise Edstrand, Joa Elfsberg, Erika Holst, Nanna Jansson, Maria Larsson, Ylva Lindberg, Ulrica Lindström, Kim Martin, Josefin Pettersson, Maria Rooth, Danijela Rundqvist, Evelina Samuelsson, Therese Sjölander, Anna Vikman -

### Łyżwiarstwo szybkie
Mężczyźni
- Johan Röjler

1500 m - 38. miejsce
5000 m - 22. miejsce

### Narciarstwo alpejskie
Mężczyźni
- Patrik Järbyn

zjazd - 18. miejsce
supergigant - 11. miejsce
gigant - 24. miejsce
- Markus Larsson

slalom - 7. miejsce
- Fredrik Nyberg

zjazd - 7. miejsce
supergigant - DNF
gigant - 13. miejsce
Kobiety
- Susanne Ekman

slalom - 22. miejsce
- Janette Hargin

zjazd - 25. miejsce
supergigant - 27. miejsce
gigant - 31. miejsce
kombinacja - DNF
- Ylva Nowén

gigant - 7. miejsce
slalom - 4. miejsce
- Anna Ottosson

gigant - 9. miejsce
slalom - 13. miejsce
- Anja Pärson

gigant - 
slalom - 
- Pernilla Wiberg

zjazd - 14. miejsce
supergigant - 12. miejsce

### Narciarstwo dowolne
Mężczyźni
- Fredrik Fortkord

jazda po muldach - 13. miejsce
- Patrik Sundberg

jazda po muldach - 22. miejsce
Kobiety
- Sara Kjellin

jazda po muldach - 15. miejsce
- Liselotte Johansson

skoki akrobatyczne - 21. miejsce

### Saneczkarstwo
Mężczyźni
- Anders Söderberg

jedynki - 28. miejsce
- Bengt Walden

jedynki - 23. miejsce
- Anders Söderberg
Bengt Walden

dwójki - DNF

### Short track
Mężczyźni
- Martin Johansson

500 m - 21
1000 m - DNF
1500 m - 9. miejsce

### Snowboard
Mężczyźni
- Jonas Aspman

gigant równoległy - 28. miejsce
- Daniel Biveson

gigant równoległy - 11. miejsce
- Stephen Copp

gigant równoległy - 15. miejsce
- Tomas Johansson

halfpipe - 25. miejsce
- Stefan Karlsson

halfpipe - 24. miejsce
- Richard Richardsson

gigant równoległy - 
- Magnus Sterner

halfpipe - 11. miejsce
Kobiety
- Sara Fischer

gigant równoległy - 18. miejsce
- Anna Hellman

halfpipe - 23. miejsce
- Janet Jonsson

halfpipe - 21. miejsce
- Åsa Windahl

gigant równoległy - 10. miejsce